# ケミカル・ウェディング
『ケミカル・ウェディング』(The Chemical Wedding)は、アイアン・メイデン(IRON MAIDEN) のボーカリスト、ブルース・ディッキンソン（Bruce Dickinson) のソロ・アルバム。1998年9月9日リリース。
アルバムジャケットには、テートギャラリーにあるウィリアム・ブレイクの『蚤のゴースト (The Ghost of A Flea)』が使われている。

## 収録曲
1. キング・イン・クリムゾン - King in Crimson [4:44]
2. ケミカル・ウェディング - Chemical Wedding [4:06]
3. タワー - The Tower [4:45]
4. キリング・フロア - Killing Floor [4:30]
5. ブック・オブ・セル - Book of Thel [8:15]
6. ゲイツ・オブ・ユライゼン - Gates of Urizen [4:25]
7. エルサレム - Jerusalem [6:43]
8. トランペッツ・オブ・ジェリコ - Trumpets of Jericho [5:59]
9. マシーン・メン - Machine Men [5:42]
10. アルケミスト - The Alchemist [6:03]
11. リターン・オブ・ザ・キング - Return of The King 　-- Japan only Album Bonus Track [5:06]
12. リアル・ワールド - Real World 　　-- B-side of Killing Floor Japanese single [4:00]
13. コンフェオス - Confeos 　　-- B-side of Killing Floor Japanese single [7:36]

## 参加ミュージシャン
- ブルース・ディッキンソン Bruce Dickinson - ボーカル
- エイドリアン・スミス Adrian Smith - ギター
- ロイ・Z  Roy Z  - ギター
- エディ・カシラス Eddie Casillas - ベース
- デヴィッド・イングラム David Ingraham - ドラムス

ゲスト・ミュージシャン
- アーサー・ブラウン - ボーカル
- グレッグ・シュルツ - キーボード